# Åstriltssjön
Åstriltssjön är en sjö i Halmstads kommun i Halland och ingår i Nissans huvudavrinningsområde. Sjön har en area på 0,0224 kvadratkilometer och ligger 162 meter över havet.

## Delavrinningsområde
Åstriltssjön ingår i det delavrinningsområde (631130-132819) som SMHI kallar för Ovan Maabäcken. Medelhöjden är 144 meter över havet och ytan är 24,58 kvadratkilometer. Det finns inga avrinningsområden uppströms utan avrinningsområdet är högsta punkten. Lillån som avvattnar avrinningsområdet har biflödesordning 2, vilket innebär att vattnet flödar genom totalt 2 vattendrag innan det når havet efter 30 kilometer. Avrinningsområdet består mestadels av skog (71 %) och sankmarker (16 %). Avrinningsområdet har 0,25 kvadratkilometer vattenytor vilket ger det en sjöprocent på 1 %.